# Blue (Joni Mitchell-album)
 For alternative betydninger, se Blue. (Se også artikler, som begynder med Blue)
Blue er Joni Mitchells fjerde album fra 1971 og er det af hendes album, der har opnået størst anerkendelse, især på nogle årtiers afstand, hvor det ofte optræder højt på lister over verdens bedste album. 

## Baggrund
Baggrunden for albummet var, at Joni Mitchell efter den store succes, som de første udgivelser havde opnået, trængte til en pause. Hun rejste derfor en tur rundt i Europa, og på denne rejse skrev hun en del sange, hvoraf mange blev inkluderet på Blue. Titlen på albummet er ikke tilfældigt, idet flere af sangene har en sørgmodig tone; hun har selv udtalt, at hendes forsvarsmekanismer var helt nedbrudt på indspilningstidspunktet.
Musikalsk er albummet en videreførelse af Mitchells nøgne folkrockprægede udtryk, som det kendes fra de første album. Som på de øvrige album er hun næsten alene om at spille på henholdsvis piano, guitar og som noget specielt dulcimer på "A Case of You". Men på et par af numrene optræder også blandt andet James Taylor på guitar, Stephen Stills på bas og guitar, Russ Kunkel på trommer samt Sneaky Pete Kleinow på pedal steel guitar.
Sangmæssigt er Mitchell på albummet gået lidt væk fra den skønsang, hun havde udfoldet på de første album. Her er hun mere reciterende, en stil, hun kan have adopteret fra sangeren Laura Allen, som hun havde mødt i forbindelse med en spontant forsamling af en række kvindelige kunstnere i Mitchells hjem i Laurel Canyon.

## Sange
| Side 1 1. "All I Want" – 3:32 Sangen refererer til Mitchells nyligt afsluttede forhold til James Taylor og omtaler blandt andet en sweater, som hun havde strikket til ham. Mere generelt 2. "My Old Man" – 3:33 Titlen beskriver den måde, som nogle af parrene i Laurel Canyon brugte om hinanden med omkring 1970 ("my old lady" til kvinderne), og Mitchell havde omtalt sin tidligere kæreste Graham Nash på denne måde. Sangen handler mere generelt om et friere forhold mellem to elskende, end man kendte det fra det traditionelle ægteskab. 3. "Little Green" – 3:25 Sangen er en vuggevise til den datter, som Mitchell havde født i februar 1965 og straks bortadopteret. Hun havde skrevet sangen en del år forinden, men havde ikke følt sig klar til at medtage den på sine tidligere album. Der skulle endnu gå nogen tid, inden det blev offentlig kendt, at hun havde en datter, og først i 1997 mødte Mitchell sin datter, Kilauren ("Kelly") Anderson. 4. "Carey" – 3:00 Joni Mitchell havde på sin rejse til Europa mødt Cary Raditz, der var stukket af fra det amerikanske samfund og havde slået sig ned i en klippehule, hvor han lavede lædersandaler og undertiden hentede stoffer i Afghanistan. Hun forelskede sig i Cary, der behandlede hende både groft og kærligt. Sangen er om deres forhold. 5. "Blue" – 3:00 Endnu en sang om forholdet til James Taylor med referencer til hans notoriske stofmisbrug ("acid", "needles"). | Side 2 1. "California" – 3:48 En sang om Mitchells europarejse med referencer til besøg i Paris, hos Cary Raditz på en græsk ø og andre steder med fremmede mennesker og den efterfølgende glæde over at være på vej tilbage til Californien. 2. "This Flight Tonight" – 2:50 Sangen refererer tilsyneladende til en periode i Mitchells forhold til James Taylor, hvor denne indspillede film i New Mexico. Skønt Taylor åbenbart var meget forelsket i Mitchell, var han noget hård ved hende. Mitchell selv var splittet mellem sin forelskelse og den måde, han sårede hende på. 3. "River" – 4:00 Her reflekterer Mitchell over sin situation ved juletid i Californien, hvor hun længes efter sne og isdækkede floder at skøjte på. Parallelt hermed længes hun efter en tidligere kæreste og funderer over, at hun selv ikke har været for nem at leve med. 4. "A Case of You" – 4:20 Sangen handler tilsyneladende – i hvert fald til dels – om hendes tidligere forhold til Leonard Cohen med et spil på ordet "case", der både kan betyde et (medicinsk) tilfælde og en kasse, som man kan have vin i ("I could drink a case of you"). 5. "The Last Time I Saw Richard" – 4:13 Sangen indeholder måske albummets klareste eksempel på Mitchells nye reciterende sangstil. Den opsummerer tydeligvis et afsluttet forhold til en mand. |

## Cover
For første gang udsendte Joni Mitchell et album, hvor hun ikke havde skabt coveret. Det er designet af Gary Burden, en af naboerne fra Laurel Canyon, og han skabte på basis af et fotonærbillede af hendes ansigt coveret i en jazz-agtig stil, holdt i blåt og hvidt, hvilket også understøtter albummets titel.

## Modtagelse og hædersbevisninger
Albummet var en pæn kommerciel succes i samtiden, hvor den nåede tredjepladsen på hitlisten i England samt 15.-pladsen i USA. Samtidig blev albummet pænt modtaget af anmelderne, men højest blev albummet berømmet af en række af samtidens øvrige musikalske stjerner. Kris Kristofferson var vild med Mitchell og forbløffet over albummets hudløshed og advarede hende mod at lægge hele sit indre frem i sin musik.
Albummets renommé er gennem året vokset, hvilket kommer til udtryk i dets gentagne pæne placeringer på en række lister med verdens bedste album. Således er det nummer 30 på Rolling Stones "500 Greatest Albums of All Time" fra 2003 og med på Time Magazines "All-Time 100 Albums".

## Andre kunstneres fortolkninger
Flere af numrene fra albummet er indspillet af andre kunstnere. Nogle år senere i 1970'erne indspillede den skotske rockgruppe Nazareth "This Flight Tonight" i en meget hård rocket udgave. Fortolkninger af "Carey" er blandt andet udgivet af Cyndi Lauper og Kiki Dee, mens "A Case of You" blandt andet er lavet af Prince, Tori Amos og k.d. lang. "River" er også indspillet af blandt andet k.d. lang og Tori Amos samt James Taylor, Barry Manilow og Sixpence None the Richer.

## Albummet i andre medier
I filmen The Kids Are All Right fra 2010 ser man albummet i en scene, hvor de fem hovedpersoner spiser middag sammen. Nic (Annette Bening) opdager albummet i Pauls (Mark Ruffalo) samling og priser under den efterfølgende middag hans musiksmag, idet hun bemærker, at det ikke er ret mange heteroseksuelle mænd, der kan lide Joni Mitchell. Det fremgår, at Nics datter er opkaldt efter Joni Mitchell, og scenen kulminerer med, at Nic synger en længere passage af "All I Want" med Paul som andenstemme.
I Almost Famous fra 2000 ser man albummets cover kortvarigt i en scene, mens man senere i filmen i baggrunden hører Mitchells fortolkning af "River". I afsnittet "Tis the Season" af tv-serien Ally (fjerde sæson, afsnit seks) spiller og synger figuren Larry Paul (Robert Downey Jr.) et stykke af "River".